# Mixophyes carbinensis
Mixophyes carbinensis es una especie de anfibio anuro de la familia Myobatrachidae.

## Distribución geográfica
Esta especie es endémica de Queensland, Australia. Habita en las mesetas de Carbine y Windsor entre los 700 y 1300 m sobre el nivel del mar.

## Etimología
El nombre de su especie, compuesto de carbin[e] y el sufijo latín -ensis, significa "que vive, que habita", y le fue dado en referencia al lugar de su descubrimiento, la meseta de Carbine.

## Publicación original
- Mahony, Donnellan, Richards & McDonald, 2006: Species boundaries among barred river frogs, Mixophyes (Anura: Myobatrachidae) in north-eastern Australia, with descriptions of two new species. Zootaxa, n.º 1228, p. 35–60.[6]